# Parte de vorbire flexibilă

## În limba română
Parte de vorbire flexibilă este aceea care își modifică forma în contextul comunicării.
Părțile de vorbire flexibile existente în limba română sunt:
- adjectivul
- articolul
- numeralul
- pronumele
- substantivul
- verbul